# 殘鰭辛普遜鱂
殘鰭辛普遜鱂，為輻鰭魚綱鯉齒目鰕鱂亞目溪鱂科的其中一種，為熱帶淡水魚，分布於南美洲巴西淡水流域，體長可達6公分，棲息在底中層水域，生活習性不明。